# Карабобо
Карабобо (шп. Estado Carabobo), једна је од 23 државе у Боливарској Републици Венецуели. Главни и највећи град је Валенсија. Ова савезна држава покрива укупну површину од 4.650 км ² и има 2.365.665 становника (2011).
Савезна држава Карабобо се налази на северу земље, око два сата вожње од Каракаса. Главни град ове државе је Валенсија, која је значајан индустријски центар у Венецуели.
Карабобо је познато и као место битке која се одиграла 24. јуна 1821. године, а која је била одлучујућа победа у рату за независност Венецуеле од Шпаније. Венецуеланску војску је тад предводио Симон Боливар.

## Галерија
- Тврђава Солано